# Acacia sophorae
Acacia sophorae é uma espécie de leguminosa do gênero Acacia, pertencente à família Fabaceae.